# Priogymnanthus
Priogymnanthus, biljni rod iz porodice maslinovki čije su četiri vrste rasprostranjene po Južnoj Americi, od Kolumbije na sjeveru, do Argentine na jugu
Rod je opisan u  Kew Bull. 49: 280 (1994)

## Opis
Priogymnanthus su listopadna ili polulistopadna stabla. Listovi nasuprotni, jednostavni, cjeloviti, ekstipulirani, više ili manje kožasti, bez domatija (sićušna komora u kojoj se nalaze člankonošci koje proizvodi biljka) odozdo u pazušcima glavnih žila i središnjoj žilici. Cvat grozdasti reducirani dihazij, do 11 cvjetova, kratko peteljkasti, cvjetovi i pricvjetni listići koji se slažu u nasuprotnim parovima, rahisi završavaju s tri cvijeta. Čaške nema. Vjenčić 4-režnjevit, režnjevi tanki, vitki, vrlo rano kadukuzni (to jest, lako se odvajaju i padaju na zrelost). Prašnika 4, izmjenjuju se s režnjevima vjenčića, niti kratke, prašnici duguljasto eliptični, vezivno nisu razvijeni u krajnji dodatak. Tučak u obliku pljoske ili boce, jajnik više ili manje jajast, vrh tanak, stigma jasno 2-režnjevita. Plod je koštunica, elipsoidna ili više ili manje okrugla.

## Vrste
1. Priogymnanthus apertus (B.Ståhl) P.S.Green
2. Priogymnanthus colombianus Fern.Alonso & P.A.Morales-M.
3. Priogymnanthus hasslerianus (Chodat) P.S.Green
4. Priogymnanthus saxicola Lombardi